# Partido de fútbol entre filósofos
El Partido de fútbol para filósofos es un sketch del grupo cómico británico Monty Python. Originalmente se presentó en el segundo episodio de  Monty Python's Flying Circus y posteriormente en Monty Python Live at the Hollywood Bowl, diez años después. Representa un partido de fútbol en el Estadio Olímpico de Múnich durante los Juegos Olímpicos de 1972 entre filósofos alemanes y griegos, entre los que figuran Platón, Sócrates y Aristóteles en el equipo griego, y Martin Heidegger, Karl Marx y Friedrich Nietzsche en el alemán.
En vez de jugar, los filósofos compiten pensando o filosofando entre ellos mientras caminan en círculos por el campo. El único futbolista genuino, (y una inclusión inesperada en el equipo alemán, según los comentarios) fue Franz Beckenbauer, quien obviamente no era filósofo.

## Desarrollo del partido
Nietzsche recibe una tarjeta amarilla por acusar al árbitro Confucio "de no tener libre albedrío". Confucio le contesta, "Nombre va en libro (Name Go in Book)". Sócrates marca de cabeza el único gol del partido al minuto 89, tras el centro de Arquímedes, a quien se le ocurre la idea de usar la pelota después de gritar: "¡Eureka!". Los alemanes disputan la decisión: Hegel concluye que "la realidad es simplemente nada más que un adjunto a priori de éticas non-naturalísticas", Kant mantiene vivo el imperativo categórico de que deontológícamente el gol y toda la situación solo existe en la imaginación, y finalmente Marx con apto materialismo reclama que era fuera de juego, lo cual era verdad puesto que fue comprobado.